# إتش إم إس أسك (كيه 295)
كانت الفرقاطة إتش إم إس أسك (كيه 295) فرقاطة من فئة ريفر تتبع البحرية الملكية من 1942 إلى 1948، بيعت لاحقاً إلى البحرية المصرية التي أعادت تسميتها إلى سجم أبو قير.

## بنائها
بُنيت أسك وفقاً لمواصفات البحرية الملكية البريطانية باعتبارها فرقاطة من المجموعة الثانية للفئة ريفر. دُشنت في حوض شركة سميث دوك [الإنجليزية]، ساوث بانك [الإنجليزية] على نهر تيز [الإنجليزية] في 6 أكتوبر 1942 وأُطلقت في 3 أبريل 1943. وجرى تكليفها في نفس العام وكانت أول فرقاطة في البحرية الملكية تحمل اسم أسك وثاني سفينة تحمل الاسم بعد المدمرة أسك (1903)، على اسم نهرأسك [الإنجليزية] في ويلز.

## خدمتها خلال الحرب العالمية الثانية
كُلفت أسك في البداية لخدمة القيادة العامة للطرق الغربية [الإنجليزية] للقيام بمهام حماية القوافل. شهدت أسك خدمة مكثفة خلال مهام حراسة القوافل البحرية في البحر المتوسط والمحيط الأطلسي والمحيط الهندي.

## خدمتها بعد الحرب العالمية
بيعت أسك للبحرية المصرية في نوفمبر 1948 مع فرقاطتين من نفس الفئة، إتش إم إس سبي (كيه 264) وإتش إم إس نيث (كيه 215). سُميت الفرقاطة ياسم سجم أبو قير وقد أغرقتها البحرية المصرية في مدخل قناة السويس الجنوبي خلال العدوان الثلاثي 1956. انتُشلت الفرقاطة لاحقاً خلال أعمال تطهير القناة وتفككت في 1957.

## الكتب
- Lavery، Brian (2006). River-Class Frigates and the Battle of the Atlantic: A Technical and Social History. London: National Maritime Museum. ISBN:0-948065-73-7.
- Lenton، H. T. (1998). British & Empire Warships of the Second World War. Annapolis, Maryland: Naval Institute Press. ISBN:1-55750-048-7.
- Marriott، Leo (1983). Royal Navy Frigates 1945–1983. Ian Allan. ISBN:0-7110-1322-5.

## وصلات خارجية
- Comprehensive details of the Atlantic convoys and their fates.